# أسطول غواصات فلاندرز
أسطول غواصات فلاندرز عبارة عن تشكيلات تابعة للبحرية الألمانية الإمبراطورية تم إنشاؤها لحملة معركة الأطلنطي الأولى ضد شحن الحلفاء في المياه البريطانية الرئيسية خلال الحرب العالمية الأولى. تم تقسيمها إلى قسمين خلال الجزء الأخير من الحرب. 
تشكل أسطول فلاندرز في مارس 1915 في ميناء بروج في بلجيكا المحتلة. بقيادة Kapitänleutnant Bartenbach، تشكلت قوة من تسعة غواصات يو بوت يو بي-2 وسبعة يو سي-2، كانت هذه الغواصات الساحلية مناسبة للقيام بعمليات في المياه المغلقة لل قناة و بحر الشمال.  تم جلب غواصات يو بي الجاهزة من ألمانيا  إلى بروج وتجميعها. غواصات يو سي انضمت في أواخر عام 1915. 
بحلول نهاية عام 1918، خسرت ألمانيا الحرب وتم التخلي عن قاعدة بروج في مواجهة تراجع الجيوش الألمانية. تم تسليم الغواصتين الناجيتين من الأسطولين في هارويتش في نوفمبر 1918. 